# Alfred Domett
Alfred Domett (ur. 20 maja 1811 w Camberwell Grove w Anglii, zm. 2 listopada 1887 w Anglii) – brytyjski poeta i polityk. Blisko 30 lat swego życia spędził w Nowej Zelandii, której premierem był w latach 1862–1863.
Pochodził z rodziny angielskich przedsiębiorców, jego ojciec był armatorem statków. Studiował w St John’s College na Uniwersytecie Cambridge , jednak studiów nie skończył. Nie podjął też pracy adwokata, choć uzyskał stosowne uprawnienia. Zamiast tego przez blisko dziesięć lat prowadził życie literata, będąc blisko związanym z Robertem Browningiem. W 1842 kupił ziemię w Nowej Zelandii, w okolicach Nelson i przeniósł się na Antypody. Znalazł tam pracę w administracji kolonialnej, zaś w 1855 został wybrany do parlamentu kolonii. W latach 1862–1863 pełnił przez 14 miesięcy funkcję premiera. Podjął m.in. decyzje o przeniesieniu stolicy z Auckland do Wellington, a także szeroką akcję osiedlania w Nowej Zelandii nowych mieszkańców, dzięki czemu kolonia wzbogaciła się o 20 tysięcy dusz. 
Po odejściu ze stanowiska, pozostał we władzach Nowej Zelandii do 1871, pełniąc funkcję sekretarza (ministra) ds. ziemi. W tym samym roku powrócił do Anglii, gdzie skupił się na pisaniu, publikując m.in. swe najbardziej znane tomiki: Ranolf and Amohia, a South Sea Day Dream (1872) oraz Flotsam and Jetsam (1877). W 1880 został odznaczony Orderem św. Michała i św. Jerzego. Zmarł w 1887, w wieku 76 lat.